# Логоцентризм
Логоцентри́зм (от др.-греч. λόγος — «знание» и центр) — в философии критической теории и деконструкции означает тенденцию опоры, зачастую необоснованной, на центральный элемент любого текста или предмета философского анализа, в то время как такого центрального элемента может и не существовать.
Термин логоцентризм был введен немецким философом Людвигом Клагесом в 1920-е годы, когда он критиковал существовавшую, по его мнению, тенденцию западной философской мысли во всем предполагать простую взаимосвязь: центр — периферия. В этой связи термин логоцентризм часто используется как уничижительный термин при критике работ, необоснованно предполагающих прозрачные отношения между сутью и ссылкой или между языком и смыслом. Логоцентризм часто путают с фоноцентризмом, то есть тенденцией придавать центральное значение устной речи по сравнению с речью в письменной форме.
Признаки логоцентризма обнаруживаются в работах Платона, Жан-Жака Руссо, Фердинанда де Соссюра, Клода Леви-Стросса и многих других философов западной традиции. Все они, по мнению критиков, либо ставили устную речь выше письменной, считая последнюю просто архивной формой устной речи, либо в более общем плане хотели бы установить основополагающее присутствие Логоса или «разума» как источника происхождения всех знаний (например, бога или Вселенной).